# Bucculatrix pannonica
Bucculatrix pannonica är en fjärilsart som beskrevs av Gerfried Deschka 1982. Bucculatrix pannonica ingår i släktet Bucculatrix och familjen kronmalar. Inga underarter finns listade i Catalogue of Life.